# ドイツ学校
ドイツ学校とは、在日ドイツ人のための学校。なお学校内での主な使用言語はドイツ語である。また学校に在籍する子供たちの国籍に制限はない。

## 学校一覧

### 神奈川県
横浜市
東京・横浜独逸学園

### 兵庫県
神戸市
神戸ドイツ学院インターナショナル